# Magic Cat Academy
Magic Cat Academy, também conhecido como Doodle Halloween é uma série de jogos curtos de navegador criado como um Google Doodle interativo para celebrar o Halloween, com o primeiro jogo da série lançado em 30 de outubro de 2016.
Quatro anos mais tarde, em 30 de outubro de 2020, a Google lançou a continuação, o Magic Cat Academy 2. O terceiro jogo da série, Magic Cat Academy 3, foi lançada em 30 de outubro de 2024 continuando a tradição do Google Doodles de celebrar o Halloween.

## Magic Cat Academy (Doodle Halloween 2016)
No primeiro jogo da série, os jogadores controlam a gatinha feiticeira Momo. Ela vai para uma escola de magia e o fantasma chefe Marshmallow rouba o livro de feitiços. Momo luta contra fantasmas e chefes ao longo de cinco níveis, que decorrem na biblioteca, da escola, na cozinha/cafetaria, no laboratório/sala de aulas, no ginásio e na torre/céu. Os fantasmas são derrotados clicando e deslizando o rato em determinadas direcções, de acordo com o símbolo no topo da cabeça dos fantasmas. As direcções de deslize incluem uma linha horizontal, uma linha vertical, uma forma em “v”, uma forma em “ʌ” e um relâmpago, o último dos quais invoca um relâmpago que enfraquece todos os inimigos no ecrã. Ocasionalmente, o jogador poderá deslizar o dedo em forma de coração para recuperar a saúde.

## Magic Cat Academy 2 (Doodle Halloween 2020)
O objetivo e o desenvolvimento do jogo são exatamente os mesmos, só que a ação se passa no fundo do mar, já que o fantasma chefe caiu depois de vencer a primeira parte, chegando ao oceano e convocando outros fantasmas para ajudá-lo a possuir vários animais marinhos. Momo luta contra inimigos em cinco fases, cada uma em um nível mais profundo, contra fantasmas e animais possuídos, como uma água-viva imortal, um cardume de bogues, uma lula vampira e um tamboril, até chegar ao chefe final, que começa em uma fissura assombrada. A segunda fase decorre num vulcão subaquático. Este jogo inclui dois novos movimentos: um círculo, através do qual o jogador obtém um escudo, e uma espiral, através da qual o jogador empurra todos os fantasmas para trás e fá-los perder um feitiço ou mata-os se tiverem apenas um feitiço.[1] O escudo dura apenas um ataque.

## Magic Cat Academy 3 (Doodle Halloween 2024)
O objetivo e o desenvolvimento do jogo são exatamente os mesmos, só que a ação decorre através das camadas da atmosfera. Este jogo inclui um novo movimento, realizado através do desenho de uma forma de ampulheta, que abranda todos os inimigos, dando ao jogador mais tempo para os derrotar.

## Desenvolvimento
A criação do jogo foi coordenada por quatro grupos de design diferentes, relacionados com o design artístico, a engenharia, a produção e a música. O conceito original do jogo envolvia Momo a fazer sopa que ressuscita espíritos mortos. O desenvolvimento do jogo envolveu vários conceitos rejeitados, incluindo símbolos elaborados para desenhar e bosses inimigos adicionais.
Uma das páginas oficiais do jogo de 2016 também enumera mecânicas de jogo de plataformas que não estão realmente presentes no jogo.
A personagem Momo foi baseada num gato da vida real pertencente à designer de arte de jogos Juliana Chen. Momo também aparece no filme de animação Google Doodle para o Halloween de 2017 e no Doodle Champion Island Games Google Doodle (2021).